# Јунионвил (Џорџија)
Јунионвил (енгл. Unionville) насељено је место без административног статуса у америчкој савезној држави Џорџија.

## Демографија
По попису из 2010. године број становника је 1.845, што је 229 (-11,0%) становника мање него 2000. године.
| Група             | 2000.         | 2010.         |
| Белци             | 30 (1,4%)     | 17 (0,9%)     |
| Афроамериканци    | 2.011 (97,0%) | 1.773 (96,1%) |
| Азијати           | 1 (0,0%)      | 2 (0,1%)      |
| Хиспаноамериканци | 24 (1,2%)     | 41 (2,2%)     |
| Укупно            | 2.074         | 1.845         |